# Rozérieulles
Rozérieulles là một xã trong vùng Grand Est, thuộc tỉnh Moselle, quận Metz-Campagne, tổng Ars-sur-Moselle. Tọa độ địa lý của xã là 49° 06' vĩ độ bắc, 06° 04' kinh độ đông. Rozérieulles nằm trên độ cao trung bình là 234 mét trên mực nước biển, có điểm thấp nhất là 184 mét và điểm cao nhất là 342 mét. Xã có diện tích 6,58 km², dân số vào thời điểm 1999 là 1326 người; mật độ dân số là 201 người/km².

## Thông tin nhân khẩu
| 1962 | 1968 | 1975  | 1982  | 1990 | 1999  |
| ---- | ---- | ----- | ----- | ---- | ----- |
| 885  | 923  | 1 115 | 1 057 | 916  | 1 326 |